# هنری پلهام
هنری پلهام (انگلیسی: Henry Pelham; ۲۵ سپتامبر ۱۶۹۴ – ۶ مارس ۱۷۵۴) یک سیاست‌مدار اهل بریتانیا و نخست‌وزیر آن کشور بود.